# Gerhard Wittner
Gerhard Wittner (* 23. September 1926 in Heidelberg; † 21. Oktober 1998 in Frankfurt am Main) war ein deutscher Maler, Zeichner und Grafiker.

## Leben und Werk
Wittner lebte seit seiner Jugend in Frankfurt am Main. Er studierte von 1947 bis 1954 an der Staatlichen Hochschule für Bildende Künste – Städelschule in Frankfurt am Main Malerei bei Wilhelm Heise und Albert Burkart, sowie bei Franz Xaver Fuhr an der Akademie der Bildenden Künste in München. 1976 erhielt er ein Stipendium an der Cité International des Arts in Paris und war von 1984 bis 1986 Gastdozent an der Staatlichen Hochschule für Bildende Künste – Städelschule.
Das künstlerische Konzept Wittners beruhte auf der Reduktion der malerischen Mittel, die zu einer „intensiv betriebenen Feldforschung [führte], in deren Zentrum die Erkundung von Farbe und Licht [...]“ stand. In Arbeiten der frühen 1960er Jahre betone er die Materialität der Farbe durch einen monochromen Farbauftrag in Rot und Schwarz, begrenzt oder unterteilt durch horizontale oder vertikale Linien. Seit 1962 entstanden seine Bilder erstmals, statt auf Leinwand, auf glatten Spanplatten, der Ölfarbe mischte er Tempera bei, das die Farbwirkung verstärkte.
Mitte der 1960er Jahre reduzierte der Maler seine Bilder auf helle, graue Farbtöne mit geometrischen, meist quadratischen, flächigen Bildstrukturen. Dabei untersuchte er die Wirkung minimaler Farb- oder Tonwertnuancen auf ihrer flächenbildenden Qualität. Durch geringfügige Farbverläufe erzeugte er Zentrierungen oder Dezentrierungen, während der Pinselduktus völlig zugunsten einer feinmalerischen Arbeitsweise zurücktrat. Ein Beispiel aus dieser Schaffensperiode ist der Linoldruck L 68.
In seinen mit der Zeichenfeder in Tinte oder mit Graphit- oder Farbstiften ausgeführten Zeichnungen auf Papier entwickelt Wittner eine eigene Bildsprache, gleichwohl spiegeln sich in ihnen die Entwicklungsprozesse der Malerei wider. Bei den seit der Mitte der 1980er Jahre in schwarzer Tusche ausgeführten Arbeiten lösten sich die Tonflächen erst bei Annäherung des Betrachters in exakt gesetzte Punkte und feine Striche auf, die ein dichtes Gewebe bilden. In weiteren Motiven verdichtete sich das Netzwerk durch unterschiedliche Strichstärken oder es löste sich bis an die Grenze des Wahrnehmbaren auf.

## Ausstellungen
- 1961: Herbstausstellung der Darmstädter Sezession, Darmstadt
- 1966: Deutscher Holzschnitt, Kunsthalle Baden-Baden, Baden-Baden
- 1972: Kunsthalle Bremen, Bremen
- 1978: Von der Heydt-Museum, Wuppertal
- 1986: Retrospektive, Frankfurter Kunstverein, Frankfurt am Main
- 1989: Wilhelm-Hack-Museum, Ludwigshafen
- 1991: Portikus Frankfurt am Main
- 1994: Kunsthaus Zug
- 2004: Arbeiten auf Papier, Museum Wiesbaden, Wiesbaden
- 2009: Die Gegenwart der Linie, Pinakothek der Moderne, München
- 2010: Galerie m50, Frankfurt am Main